# Jamie
Park Ji-min (em coreano:  hangul: 박지민; hanja: 朴志敏; rr: Bak Ji-min; nascida em Daejeon, Hoseo, Coreia do Sul, 5 de julho de 1997), mais conhecida como JAMIE, é uma cantora, compositora e apresentadora de televisão sul-coreana. Ex-membro do duo feminino 15&, ela venceu a primeira temporada do reality show K-pop Star, da SBS. Ela também foi Mestre de Cerimônia (MC) do programa After School Club.

## Sobre
Jamie nasceu em 5 de julho de 1997 em Daejeon, Coreia do Sul. Ela viveu na Tailândia por oito anos e foi para a Garden International School Bangkok, onde era conhecida como Jamie. Sua família vive atualmente em Seul. Jamie fala coreano (sua língua nativa), é fluente em inglês e sabe o básico de tailandês. Ela se formou em 2016 na Escola Hanlim de Multi Artes, bem como seus amigos Baek Ye-rin, Yugyeom, do GOT7 e Seungyoun (WOODZ). Ji-min foi uma concorrente no popular show de talentos, K-pop Star, em que os juízes foram os representantes da "Big3", as três maiores empresas da indústria musical sul-coreana (SM, YG, JYP). Jamie venceu o programa aos 15 anos e recebeu como um dos prêmios a oportunidade de assinar um contrato como artista em uma das três agências que participaram do programa. A cantora escolheu a JYP Entertainment e debutou no dia 5 de outubro de 2012  no 15& ao lado da cantora Baek Ye-rin. O duo não está mais ativo, porém sem que nunca houvesse uma nota oficial da empresa sobre algum possível disband. Sabe-se, porém, que ambas as artistas terminaram seus respectivos contratos com a empresa em 2019.
Park Ji-min é agora conhecida oficialmente como Jamie, e tem um contato assinado com a Warner Music Korea desde 2020, a filial da Warner Music na Coreia do Sul, empresa que engloba nomes como Ed Sheeran, Dua Lipa, Cardi B, Lizzo, Got7, entre outros.

## Discografia

### EPs
- 19 to 20 (2016)
- jiminxjamie (2018)
- Stay Beautiful (2019)

| Título                                                                                   | Ano    | Melhores posições nas paradas | Vendas          | Álbum                |
| Título                                                                                   | Ano    | KOR                           | Vendas          | Álbum                |
| ---------------------------------------------------------------------------------------- | ------ | ----------------------------- | --------------- | -------------------- |
| "Hopeless Love"                                                                          | 2015   | 7                             | - KOR: 95,931+  | Lançamento sem álbum |
| "다시 (Try)"                                                                             | 2016   | 7                             | - KOR: 110,191+ | 19 to 20             |
| "April Fools (0401)"                                                                     | 2018 8 | ASA                           | jiminxjamie     |                      |
| "Stay Beautiful"                                                                         | 2019   | -                             | -               | Stay Beautiful       |
| "—" indica lançamentos que não figuraram nas paradas ou não foram lançados nessa região. |        |                               |                 |                      |

| Título                                   | Ano  | Melhores posições nas paradas | Vendas         | Álbum          |
| Título                                   | Ano  | KOR                           | Vendas         | Álbum          |
| ---------------------------------------- | ---- | ----------------------------- | -------------- | -------------- |
| "Young해" (feat. Young K)                | 2016 | 157                           | - KOR: 13,829+ | 19to20         |
| "Walkin’(다시 너에게)" (feat. Hash Swan) | 2016 | 161                           | - KOR: 13,609+ | 19to20         |
| "to him"                                 | 2016 | 188                           | - KOR: 13,176+ | 19to20         |
| "Answer"                                 | 2016 | 248                           | - KOR: 10,654+ | 19to20         |
| "Do You (뭐니) (Feat. OLNL)"             | 2018 | -                             | -              | jiminxjamie    |
| "Stars 별 (Prod. LambC)"                 | 2018 | -                             | -              | jiminxjamie    |
| "하나 빼기 둘 Count you out"             | 2018 | -                             | -              | jiminxjamie    |
| "Stay Beautiful (Jamie ver.)             | 2019 | -                             | -              | Stay Beautiful |

| Ano  | Título                                           | Vendas         | Álbum                       |
| ---- | ------------------------------------------------ | -------------- | --------------------------- |
| 2013 | "사랑해 (I Love You)"                            | - KOR: 55,642+ | Goddess of Fire OST Part 4  |
| 2015 | "자꾸 보고 싶어 (I Want to Keep Seeing You)"     | - KOR: 88,406+ | Orange Marmalade OST Part 5 |
| 2016 | "떠나가지마 (Don't Go)"                          | - KOR: 26,595+ | Dear My Friends OST Part 4  |
| 2017 | "괜찮나요 (Say I Love You)"                      | -              | Meloholic OST               |
| 2019 | "내가 있다는 걸"                                 | -              | Catch the Ghost OST Part 6  |
| 2019 | "별처럼 빛나는 시간 (Time, like a shining star)" | -              | Hi Bye Mama OST Part 1      |
| 2019 | "낮은 목소리 (Low Voice)"                        | -              | The Last Empress OST Part 4 |

| Ano  | Título                                                        | Álbum                         |
| ---- | ------------------------------------------------------------- | ----------------------------- |
| 2015 | "Dream" (com Eric Nam)                                        | Digital Single - DREAM        |
| 2015 | "부산에 가면 (Busan Memories)" (com J.Y. Park e Bernard Park) | Sonata, Sing the Road Project |
| 2016 | "Fire" (com J.Y. Park, Conan O'Brien e Steven Yeun)           | Still Alive                   |
| 2016 | "Look Alike(닮아있어)" (com D.ear)                            | Digital Single                |
| 2017 | "Take Me Home" (com Primeboi)                                 | 프라임보이 EP 예고편 Track #2 |
| 2017 | "Why (왜)" (com Jun.K)                                        | My 20's                       |
| 2017 | "질투가 나 (Jealousy)" (com Baek AYeon)                       | Mini Album: Bittersweet       |
| 2018 | "Nirvana" (com Ravi)                                          | R.EAL1ZE                      |
| 2018 | "Save Me" (com Jero)                                          | Digital Single                |
| 2018 | "다 들어줄게 (I'm all ears)" (com Youngjae do GOT7)           | Digital Single                |
| 2019 | "CUPID" (com Bryn)                                            | SMTM8                         |
| 2020 | "Teenage in Closet" (com Hash Swan)                           | Silence of the REM            |

| Ano  | Título                        | Episódio | Álbum                 |
| ---- | ----------------------------- | -------- | --------------------- |
| 2020 | "Colors" (com Yunhway, SLEEQ) | 1        | Good Girl Sound Track |

| 2012                                                                                      | "꿈에 (In Dream)"                 | 69  | 59 | - KOR: 182,285+ | SBS K팝 스타 Top 8 (Digital Single)        |
| 2012                                                                                      | "Over The Rainbow"                | 9   | 19 | - KOR: 723,753+ | SBS K팝 스타 Top 7 (Digital Single)        |
| 2012                                                                                      | "Rolling In The Deep"             | 64  | 49 | - KOR: 216,237+ | SBS K팝 스타 SPECIAL No.2 (Digital Single) |
| 2012                                                                                      | "I'll Be There"                   | 43  | 61 | - KOR: 141,952+ | SBS K팝 스타 Top 6 (Digital Single)        |
| 2012                                                                                      | "거위의 꿈 (Goose's Dream)"       | 111 | —  | - KOR: 65,022+  | SBS K팝 스타 Top 5 (Digital Single)        |
| 2012                                                                                      | "Love On Top"                     | 66  | 98 | - KOR: 91,326+  | SBS K팝 스타 Top 4 (Digital Single)        |
| 2012                                                                                      | "Good Bye Baby" (feat. Lee Ha-yi) | 57  | 57 | - KOR: 155,005+ | SBS K팝 스타 SPECIAL No.3 (Digital Single) |
| 2012                                                                                      | "You Raise Me Up"                 | 56  | 57 | - KOR: 140,977+ | SBS K팝 스타 Top 3 (Digital Single)        |
| 2012                                                                                      | "Music Is My Life"                | 37  | 69 | - KOR: 171,648+ | SBS K팝 스타 Top 2 (Digital Single)        |
| 2012                                                                                      | "Mercy"                           | 102 | —  | - KOR: 75,019+  | SBS K팝 스타 SPECIAL No.4 (Digital Single) |
| "—" dindica lançamentos que não figuraram nas paradas ou não foram lançados nessa região. |                                   |     |    |                 |                                            |

| Ano  | Título                     | Artista                 |
| ---- | -------------------------- | ----------------------- |
| 2015 | "My Way"                   | M.O.L.A (Project group) |
| 2015 | "속았지? (Trick or Treat)" | M.O.L.A (Project group) |
| 2017 | "Chillin'"                 | M.O.L.A (Project group) |

## Prêmios e indicações
| Ano  | Prêmio                  | Categoria            | Trabalho nomeado  | Resulto  |
| ---- | ----------------------- | -------------------- | ----------------- | -------- |
| 2012 | K-pop Star 1            | 1st Place (Winner)   | —                 | Venceu   |
| 2015 | 25th Seoul Music Awards | Bonsang Award        | Hopeless Love     | Indicado |
| 2015 | 25th Seoul Music Awards | Popularity Award     | Hopeless Love     | Indicado |
| 2015 | 25th Seoul Music Awards | Hallyu Special Award | Hopeless Love     | Indicado |
| 2019 | Korea Cable TV Awards   | Global Award         | After School Club | Venceu   |